# Андрија Ђукић
Андрија Ђукић (Београд, 26. јул 1948 — Београд, 26. јул 2017) био је српски редитељ и професор Факултета драмских уметности у Београду.

## Биографија
Ђукић је студирао филмску режију на ФАМУ Праг, а на Филозофском факултету у Београду је студирао југословенску и светску књижевност. Дипломирао је филмску и телевизијску режију 1973. године на Факултету драмских уметности у Београду, где је затим радио као професор телевизијске режије.
Објавио је књигу под називом „Телевизија”, а током дугогодишње каријере режирао је више од 900 телевизијских емисија различитих формата, позоришне представе и филмове (међу којима се издваја „Клаустрофобична комедија”). Најпознатија серија у којој је био један од редитеља је „Бољи живот”.
Његов отац је био познати телевизијски, позоришни и филмски редитељ Радивоје Лола Ђукић, а мајка глумица Вера Ђукић.